# 슈타인모자이크꼬리쥐
슈타인모자이크꼬리쥐(Paramelomys steini)는 쥐과에 속하는 설치류의 일종이다. 인도네시아의 토착종이다. 공식적으로는 뉴기니섬(인도네시아 파푸아 주)의 웨이랜드 산에서만 발견된다. 고산 지대에서만 발견된다. 슈타인모자이크꼬리쥐의 개체수는 알려져 있지 않다. 별도의 종으로 동정되기 이전에는 산악모자이크꼬리쥐(P. rubex)로 분류했다. 산악모자이크꼬리쥐보다 몸이 크지만 뒷발이 더 짧고 넓다.